# Jay Asher

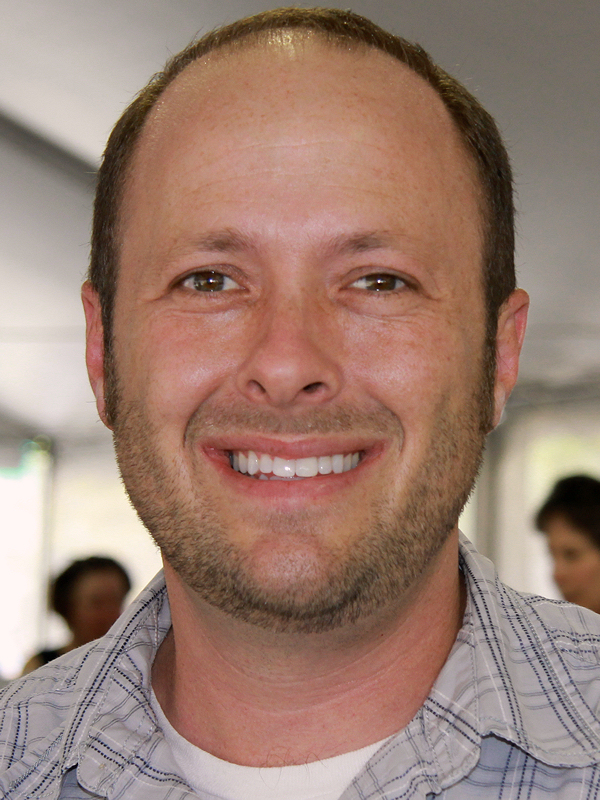
Jay Asher (2011)

Jay Asher (* 30. September 1975 in Arcadia, Kalifornien) ist ein US-amerikanischer Schriftsteller.

## Leben
Jay Asher wuchs in einer Familie auf, die seine Interessen für das Gitarrenspiel und das Schreiben stets gefördert hat. Nach seinem Abschluss an der San Luis Obispo High School wechselte er direkt zur California Polytechnic State University in San Luis Obispo. Hier begann er ein Lehramtsstudium und verfasste seine ersten Kinderbücher in einem Literaturseminar.
Ein Jahr vor seinem Abschluss verließ er die Universität, um seine Karriere als Schriftsteller zu verfolgen. Asher übte verschiedenste Berufe aus und arbeitete als Schuhverkäufer, Bibliothekar und Buchhändler. Viele Erfahrungen, die Asher in dieser Zeit machte, fließen in seine schriftstellerischen Arbeiten ein.
Während einer Audioführung in einem Museum hatte Asher die Idee zu seinem ersten Jugendroman. Unter dem Titel Thirteen Reasons Why wurde er 2007 in den USA veröffentlicht. Über ein Jahr lang hielt sich der Roman auf den Bestsellerlisten für Kinder- und Jugendliteratur in der New York Times. Mehr als 750.000 Exemplare wurden allein in den USA verkauft, mittlerweile sicherten sich Verlage in 31 Ländern die Rechte an dem Buch.
Die deutschsprachige Übersetzung erschien im Oktober 2009 unter dem Titel Tote Mädchen lügen nicht. Der Roman handelt von einem jungen Mädchen, das gemobbt wird, jedes Vertrauen verliert. Wegen Traumatisierung beschließt sie, in den Tod zu gehen – aber nicht ohne noch zu dokumentieren, welche Ursachen es für diesen Selbstmord gegeben hat. 2017 wurde die auf dem Roman basierende, gleichnamige Fernsehserie veröffentlicht.
Im Mai 2017 veröffentlichte Asher sein Musik-Album „Honestly“.
Im Februar 2018 wurde bekannt, dass Asher bereits 2017 nach Vorwürfen sexueller Belästigung aus der „Society of Children's Book Writers“ (Gesellschaft der Kinderbuchautoren und Illustratoren) ausgeschlossen worden war. Dagegen erklärte Asher gegenüber BuzzFeed, er habe die Vereinigung freiwillig verlassen. Vor seinem Ausscheiden habe man ihm noch versichert, dass nichts gegen ihn vorläge.
Jay Asher ist seit 2002 verheiratet und hat mit seiner Frau einen Sohn. Er lebt mit seiner Familie in Kalifornien.

## Werke
- Thirteen Reasons Why. Razorbill, New York 2007, ISBN 9781595141880
  - Übers. Knut Krüger: Tote Mädchen lügen nicht. cbt Carl Bertelsmann Taschenbuch Verlag, München 2009, ISBN 978-3570160206
- The future of us. Razorbill, New York 2011, ISBN 9781595144911
  - Übers. Knut Krüger: Wir beide, irgendwann. Gemeinsam mit Carolyn Mackler. cbt, München 2012, ISBN 9783570161517
- What Light. Razorbill, New York 2016, ISBN 9781595145512
  - Übers. Karen Gerwig: Dein Leuchten. cbt, München 2016, ISBN 9783570164792